# Салмінов Михайло Федорович
Салмінов Михайло Федорович (рос. Салминов Михаил Фёдорович; 1 травня 1898 — 29 січня 1977) — радянський військовик часів Другої світової війни, генерал-лейтенант танкових військ (1949).

## Біографія
Народився 1 травня 1898 року в місті Астрахань. Росіянин. Член РКП(б) з 1919 року.
У лавах РСЧА з 1918 року. Учасник Громадянської війни в Росії, обіймав посаду командира кавалерійського взводу. У 1922 році закінчив 1-у Московську кавалерійську школу.
З 1923 року — політрук, з 1935 року — командир кавалерійського ескадрону. У 1927 році закінчив кавалерійські курси удосконалення командного складу й повернувся на посаду командира ескадрону.
У 1932 році закінчив Військову академію імені М. В. Фрунзе й призначений на посаду начальника штабу механізованого полку на Далекому Сході.
З 1937 року — командир танкового батальйону, потім — начальник штабу 2-ї механізованої бригади.
У 1939 році призначений викладачем тактики, а з липня 1940 року — начальник навчального відділу Ленінградських бронетанкових курсів удосконалення командного складу.
З листопада 1940 року — начальник 1-го відділу (бойової підготовки) автобронетанкового управління Ленінградського військового округу, розгорнутого з початком німецько-радянської війни в Ленінградський фронт.
У січні 1942 року призначений заступником начальника управління, а згодом — командуючий бронетанковими і механізованими військами 67-ї армії.
4 серпня 1942 року М. Ф. Салмінову присвоєне військове звання «генерал-майор танкових військ».
З травня 1943 по вересень 1944 року — начальник штабу командуючого бронетанковими і механізованими військами РСЧА.
У 1945 році закінчив Вищу військову академію імені К. Є. Ворошилова.
26 квітня 1945 року генерал-майор танкових військ М. Ф. Салмінов призначений командиром 12-го гвардійського танкового корпусу.
У червні 1945 року звільнений з посади командира 12-го гвардійського танкового корпусу й призначений командиром 12-ї гвардійської танкової дивізії.
З червня 1947 року — начальник штабу 2-ї гвардійської механізованої армії.
11 травня 1949 року М. Ф. Салмінову присвоєне військове звання «генерал-лейтенант танкових військ».
З березня 1949 — на викладацькій роботі у Військовій академії бронетанкових військ: начальник кафедри тактики вищих з'єднань, 1-й заступник начальника академії.
З червня 1952 року — генерал-інспектор бронетанкових і механізованих військ. З травня 1953 року — гененрал-інспектор інспекції танкових військ Головної інспекції Міністерства оборони СРСР.
У вересні 1954 року вийшов у запас. Мешкав у Москві, де й помер у 1977 році.

## Нагороди
Нагороджений двома орденами Леніна (15.12.1943, 1944), двома орденами Червоного Прапора (1944, 29.05.1945), орденом Червоної Зірки (25.03.1942), медалями.